# 中川右介
中川 右介（なかがわ ゆうすけ、1960年9月15日 - ）は、日本の評論家・編集者。元・出版社経営者。旧姓藤岡。東京都出身。

## 経歴・人物
祖父・藤岡淳吉は日本共産党創立メンバーの一人で、脱党後は共生閣や聖紀書房、彰考書院などの出版社を経営した人物。その影響で、中川自身も小学生まで社会主義者だった。のち両親の離婚により、母方の姓となる。
早稲田大学第二文学部卒業後、父・藤岡啓介が創立した出版社アイピーシー（インタープレスから社名変更）の倒産の後始末をする過程で、自らの出版社アルファベータを創立。ドイツ、イタリア、米国など海外の出版社と提携して芸術家や文学者の評伝を出版。
アルファベータ代表取締役や『クラシックジャーナル』編集長を務める傍ら、自らもクラシック音楽関係の著書を執筆。日本の歌舞伎、ポップスに関する著書もある。
2014年10月、株式会社アルファベータを引き継ぎ、新会社、株式会社アルファベータブックスが創設された。
菅直人元首相との親交もあり、菅の著書『大臣』（岩波新書、新版2010年）に、三十年来の協力者として名が記されている。週刊朝日の取材に対しては、「（菅は）思考は原理原則主義だが、行動は妥協主義」とコメントしている。

## 著書

### 単著
- 『ブームはどう始まりどう終わるのか』（2004年、岩波アクティブ新書）
- 『常識として知っておきたいクラシック音楽』（2004年、kawade夢新書）
  - 『聴いておきたい クラシック音楽50の名曲』（2013年、河出文庫）
- 『3時間でわかる「クラシック音楽」入門』（2006年、青春新書インテリジェンス）
  - 『クラシック音楽　一曲も聴いたことのない人のための超「入門書」』（2018年、青春出版社・青春文庫）
- 『モーツァルト ミステリーツアー』（2006年、ゴマブックス）
- 『松田聖子と中森明菜』（2007年、幻冬舎新書／2014年、朝日文庫）。文庫は増補版
- 『カラヤンとフルトヴェングラー』（2007年、幻冬舎新書）
- 『カラヤン帝国興亡史　史上最高の指揮者の栄光と挫折』（2008年、幻冬舎新書）
- 『カラヤン 帝王の世紀 孤高の天才指揮者、波乱の100年』（2008年、宝島社新書）
- 『クラシック音楽と西洋美術　教養のツボが線でつながる』（2008年、青春文庫）
- 『巨匠たちのラストコンサート』（2008年、文春新書）
- 『十一代目團十郎と六代目歌右衛門』（2009年、幻冬舎新書）
- 『世界の10大オーケストラ』（2009年、幻冬舎新書）
- 『歌舞伎座物語 明治の名優と興行師たちの奮闘史』（2010年、PHP研究所）
  - 『歌舞伎座誕生 團十郎と菊五郎と稀代の大興行師たち』（2013年、朝日文庫）
- 『坂東玉三郎 歌舞伎座立女形への道』（2010年、幻冬舎新書）
- 『大女優物語 オードリー、マリリン、リズ』（2010年、新潮新書）
- 『昭和45年11月25日－三島由紀夫自決、日本が受けた衝撃』（2010年、幻冬舎新書）
- 『ショパン 天才の秘話』（2010年、静山社文庫）
- 『モーツァルトとベートーヴェン』（2010年、青春新書）
- 『悲劇の名門 團十郎十二代』（2011年、文春新書）
- 『二十世紀の10大ピアニスト』[3]（2011年、幻冬舎新書）
- 『第九 ベートーヴェン最大の交響曲の神話』（2011年、幻冬舎新書）
- 『指揮者マーラー』（2012年、河出書房新社）
- 『山口百恵 赤と青とイミテーション・ゴールド』（2012年、朝日文庫）
- 『聴かなくても語れるクラシック』（2012年、日本経済新聞社〈日経プレミア〉新書）
- 『グレン・グールド 孤高のコンサート・ピアニスト』（2012年、朝日新書）
- 『「未完成」 大作曲家たちの謎を読み解く』（2013年、角川SSC新書）
- 『不滅の名作ミステリへの招待』（2013年、七つ森書館）
- 『国家と音楽家』（2013年、七つ森書館／集英社文庫、2022年）
- 『クラシック音楽の歴史』（2013年、七つ森書館／角川ソフィア文庫、2017年）
- 『歌舞伎 家と血と藝』（2013年、講談社現代新書）
- 『源静香は野比のび太と結婚するしかなかったのか 『ドラえもん』の現実（リアル）』PHP新書、2014年
- 『角川映画 1976‐1986 日本を変えた10年』角川マガジンズ、2014年／角川文庫、2016年
- 『悪の出世学 ヒトラー・スターリン・毛沢東』幻冬舎新書、2014年
- 『超訳「芸術用語」事典』PHP文庫、2014年
- 『出版社社長兼編集者兼作家の 購書術 本には買い方があった!』小学館新書、2015年
- 『ヒトラー対スターリン 悪の最終決戦』ベストセラーズ・ベスト新書、2015年
- 『オリンピアと嘆きの天使 ヒトラーと映画女優たち』毎日新聞出版、2015年。レニ・リーフェンシュタール／マレーネ・ディートリヒ
- 『怖いクラシック』NHK出版新書、2016年
- 『戦争交響楽　音楽家たちの第二次世界大戦』朝日新書、2016年
- 『歌舞伎一年生　チケットの買い方から観劇心得まで』ちくまプリマー新書、2016年
- 『月9　101のラブストーリー』幻冬舎新書、2016年
- 『阪神タイガース　1965-1978』角川新書、2016年
- 『SMAPと平成』朝日新書、2016年
- 『現代の名演奏家50 クラシック音楽の天才・奇才・異才』幻冬舎新書、2017年
- 『ロマン派の音楽家たち－恋と友情と革命の青春譜』ちくま新書、2017年
- 『ここが見どころ！聴きどころ！西洋絵画とクラシック音楽』青春出版社、2017年
- 『冷戦とクラシック　音楽家たちの知られざる闘い』NHK出版新書、2017年
- 『江戸川乱歩と横溝正史』集英社、2017年／集英社文庫、2020年
- 『阿久悠と松本隆』朝日新書、2017年
- 『海老蔵を見る、歌舞伎を見る』毎日新聞出版、2018年
- 『世界を動かした「偽書（フェイク）」の歴史』ベストセラーズ、2018年
- 『松竹と東宝　興行をビジネスにした男たち』光文社新書、2018年
- 『1968年』朝日新書、2018年
- 『サブカル勃興史　すべては1970年代に始まった』角川新書、2018年
- 『手塚治虫とトキワ荘』集英社、2019年／集英社文庫、2021年
- 『読解！「ドラえもん」講座　世代・フェミニズム・国際政治・スクールカースト・郊外と家族』イースト・プレス 文庫ぎんが堂、2019年
- 『玉三郎　勘三郎　海老蔵　平成歌舞伎三十年史』文春新書、2019年
- 『阪神タイガース 1985-2003』ちくま新書、2019年
- 『至高の十大指揮者』角川ソフィア文庫、2020年1月
- 『萩尾望都と竹宮惠子　大泉サロンの少女マンガ革命』幻冬舎新書、2020年3月
- 『アニメ大国 建国紀 1963-1973　テレビアニメを築いた先駆者たち』 イースト・プレス、2020年8月／集英社文庫、2023年10月
- 『文化復興　1945年8月－12月』朝日新書、2020年10月
- 『勝新太郎と市川雷蔵』KADOKAWA、2021年9月
- 『プロ野球「経営」全史　球団オーナー55社の興亡』日本実業出版社、2021年10月／朝日文庫、2024年12月
- 『不朽の十大交響曲』角川ソフィア文庫、2022年5月
- 『世襲　政治・企業・歌舞伎』幻冬舎新書、2022年11月
- 『社長たちの映画史　映画に賭けた経営者の攻防と興亡』日本実業出版社、2023年1月
- 『沢田研二』朝日新書、2023年12月
- 『第二次マンガ革命史　劇画と青年コミックの誕生』双葉社、2024年2月
- 『100年の甲子園　阪神タイガースと高校野球』朝日新聞出版、2024年8月
- 『昭和20年8月15日 文化人たちは玉音放送をどう聞いたか』NHK出版新書、2025年6月
- 『巣鴨プリズンから帰ってきた男たち　A級戦犯たちの戦後史』清談社Publico、2025年7月
- 『山口百恵　1970年代が生んだスーパースター』[4]朝日新書、2025年7月

### 共著
- 鈴木邦男『脱右翼宣言』（1993年、アイピーシー）- 企画構成
- 田中長徳『このカメラを復刻せよ』（2000年、アルファベータ）
- 田中長徳『デジタルカメラ批判序説』（2003年4月、アルファベータ）
- 安田寛『ショスタコーヴィチ評盤記』（2007年、アルファベータ）
- 安田寛『ショスタコーヴィチ評盤記Ⅱ』（2009年、アルファベータ）
- 『大林宣彦の体験的仕事論 人生を豊かに生き抜くための哲学と技術』PHP新書、2015年 - 聞き手解説
- 石井義興『ホロヴィッツ　20世紀最大のピアニストの生涯と全録音』アルファベータブックス、2018年